# Sōshin shōjo Matoi
Sōshin shōjo Matoi (装神少女まとい? lett. "La cacciatrice santa Matoi") è una serie televisiva anime prodotta da White Fox e diretta da Masayuki Sakoi, trasmessa in Giappone dal 4 ottobre al 20 dicembre 2016.

## Personaggi
Matoi Sumeragi (皇 まとい?, Sumeragi Matoi)
Doppiata da: Ayaka Suwa
Yuma Kusanagi (草薙 ゆま?, Kusanagi Yuma)
Doppiata da: Naomi Ōzora
Claris Tonitolus (クラルス・トニトルス?, Kurarusu Tonitorusu)
Doppiata da: Haruka Tomatsu
Shingo Sumeragi (皇 伸吾?, Sumeragi Shingo)
Doppiato da: Hiroki Tōchi
Shunka Rushiera (春夏・ルシエラ?)
Doppiata da: Ayako Kawasumi
Kariote (カリオテ?)
Doppiato da: Nobuyuki Hiyama
Hideo Tezuka (手塚 秀夫?, Tezuka Hideo)
Doppiato da: Atsushi Abe

## Produzione
Il progetto anime originale, annunciato il 15 luglio 2016, è stato diretto da Masayuki Sakoi e scritto sotto la supervisione di Yōsuke Kuroda. La serie televisiva, prodotta dallo studio d'animazione White Fox, è andata in onda dal 4 ottobre al 20 dicembre 2016. Le sigle di apertura e chiusura sono rispettivamente Chōmusubi amulet (蝶結びアミュレット?, Chōmusubi amyuretto) del gruppo Mia Regina e My Only Place delle Sphere. In alcune parti del mondo gli episodi sono stati trasmessi in streaming, in contemporanea col Giappone, da Anime Network e Viewster; in particolare, in America del Nord i diritti di distribuzione digitale e home video sono stati acquistati da Sentai Filmworks.

### Episodi
| Nº | Titolo italiano (traduzione letterale) Giapponese 「Kanji」 - Rōmaji                                        | In onda          | In onda |
| Nº | Titolo italiano (traduzione letterale) Giapponese 「Kanji」 - Rōmaji                                        | Giapponese       |         |
| 1  | Sono posseduta 「私、神懸かってます」 - Watashi, kamigakattemasu                                            | 4 ottobre 2016   |         |
| 2  | Mi sono messa nelle vesti di un dio 「神様、纏いました」 - Kamisama, matoimashita                           | 11 ottobre 2016  |         |
| 3  | Dio fa il finto tonto 「神様は知らんぷり」 - Kamisama wa shiranpuri                                         | 18 ottobre 2016  |         |
| 4  | La sua risolutezza e la mia ragione 「彼女の覚悟と私の理由」 - Kanojo no kakugo to watashi no riyū          | 25 ottobre 2016  |         |
| 5  | Normalità speciale 「特別な普通」 - Tokubetsu na futsū                                                      | 1º novembre 2016 |         |
| 6  | Mi dispiace 「ごめんなさい」 - Gomen nasai                                                                  | 8 novembre 2016  |         |
| 7  | Mare, sorgenti termali e a volte spiriti maligni 「海と温泉、ときどき悪霊」 - Umi to onsen, tokidoki akuryō | 15 novembre 2016 |         |
| 8  | Un piccolo desiderio 「ちいさな願い」 - Chiisa na negai                                                     | 22 novembre 2016 |         |
| 9  | Grazie 「ありがとう」 - Arigatō                                                                             | 29 novembre 2016 |         |
| 10 | Il portale aperto 「開かれし門」 - Hirakareshi mon                                                          | 6 dicembre 2016  |         |
| 11 | A dopo 「いってきます」 - Ittekimasu                                                                        | 13 dicembre 2016 |         |
| 12 | La normalità viene al primo posto 「普通がいちばん」 - Futsū ga ichiban                                     | 20 dicembre 2016 |         |